# 김종국 (1956년)
김종국(1956년 1월 5일 ~ )은 제31대 문화방송 前 대표이사 사장이다. 서울특별시 출신이다.

## 학력
- ~ 1981년 고려대학교 경제학 학사

## 경력
| 연도            | 제목                              |
| --------------- | --------------------------------- |
| 1982            | 문화방송 보도국 기자              |
| -               | 문화방송 노조 위원장              |
| 1998            | 문화방송 보도국 LA 특파원         |
| 2000            | 문화방송 경제부 부장              |
| 2001            | 문화방송 정치부 부장              |
| 2005.6 ~ 2007.7 | 문화방송 논설위원실 논설위원      |
| 2007.7 ~ 2008.3 | 문화방송 선임기자                 |
| 2008.3          | 문화방송 기획조정실 실장          |
| 2012.4 ~ 2013.4 | 제15대 대전문화방송 대표이사 사장 |
| 2013.5 ~ 2014.2 | 문화방송 대표이사 사장            |
| 2015 ~ 2018     | 고려대학교 미디어학부 기금교수    |